# 史普尼克1號
史普尼克1號，又譯史波尼克1號（俄语：Спутник-1，羅馬化：Sputnik-1，直译：「衛星1號」，俄語發音：[ˈsputnʲɪk]），是第一顆進入行星軌道的人造衛星。在蘇聯於1957年10月4日自拜科努爾航天中心發射升空。由於這時正值冷戰，史普尼克1號毫無先兆而成功的發射，震撼了整個西方，在美國國內引發了一連串事件，如史普尼克危機、華爾街發生小股災。同時亦激起美蘇兩國之後持續20多年的太空競賽，成為冷戰的一個兩強主要競爭點。 
史普尼克1號升空的意義，在於通過量度其軌道變化，有助研究高空地球大氣層的密度，並為於電離層作无线电波傳遞提供原始的資料。由於衛星填充了壓縮氮，史普尼克1號亦因此作了第一次人造物體作隕石探測的嘗試，由於高溫的隕石穿透了史普尼克1號的表面，導致其內壓泄漏，此亦為隕石之極端高溫提供證據。
當史普尼克1號於哈萨克拜科努爾太空中心發射之時，正值是聯合國所公佈的國際地球觀測年（又譯作國際地球物理年），它以每小時29,000公里的速度脫離地球引力，成為第一個進入低地球軌道的人造物體，在外太空它以20.005至40.002百萬赫茲(MHz)的頻率向地球發送無線電波信號，並可由業餘無線電用戶所接收。其發送一直持續至1957年10月26日，才因為電池用盡而中斷。1958年初，史普尼克1號失去動力，脫離其工作軌道並墜入大氣層，其工作壽命中，共圍繞地球運轉了六千萬公里。

## 歷史
史普尼克計劃可緣溯，當時蘇聯的火箭設計師謝爾蓋·科羅廖夫向日後擔任蘇聯國防部部長的烏斯季諾夫提出要發展人造衛星計劃，稍後烏斯季諾夫向他的上級米海·吉洪臘沃夫報告，並由之向蘇聯最高蘇維埃反映，獲得重視。吉洪臘沃夫強調，發展繞地球之人造衛星，是掌握無地域限制全球快速通訊之唯一途徑，亦是令火箭技術得以更進一步的必經之路。1955年7月29日，美國總統艾森豪通過白宮新聞秘書發佈，美國將於1957年國際地球物理年發射第一枚人造衛星；僅一星期後，1955年8月8日蘇聯共產黨中央政治局馬上同意科羅廖夫有關開始蘇聯人造衛星計劃的建議。1955年8月30日，當時主導R-7弹道导弹研製工作的國家委員會委員Vasily Ryabikov，召開了有關人造衛星計劃的第一次會議，會上除聽取了科羅廖夫關於發射往月球飛船的軌道數據匯報外，亦決定了以三節綑綁式R-7火箭發射史普尼克1號。
蘇聯部長會議批准了發射人造衛星的立案，並暫以「D」命名，計劃於1957至1958年左右發射升空，計劃中的質量為1000-1400公斤（2200-3090磅），當中包括200-300公斤的科學儀器根據決議，人造衛星的研製工作分為以下幾部分：
- 蘇聯科學院：統籌整個人造衛星計劃並研製搭載之科學儀器。
- 蘇聯國防工業部：由其實際執行者OKB-1負責設計並製造衛星主體，以及運載用的火箭。
- 無線電技術工業部：營建遙距控制系統，以及有關無線電傳播的裝置。
- 飛船建設部：計算運行軌道和製作內置的陀螺儀。
- 機器製造局：負責地面發射之設置，燃料充注和儀器運輸。

　　此外，國防部負責監督整個發射過程。
1953所有有關「史普尼克計劃」的大綱擬定及科學技術的準備工作籌劃完成。計劃的目標確立為：量度大氣層的密度和其離子物質結構，並探究太陽輻射、地球磁場和宇宙射線的第一手資料，為發展更長遠的人造衛星計劃，是次發射亦具備實驗性及標誌性的作用。衛星的地面觀測系統，如為監察衛星軌道和發送控制指令，蘇聯於地面建築了15座觀測站，此等舉措自此確立，廣為後進者模仿學習。然而，由於目標發射時間迫在眉睫，原先計劃內為觀察R-7火箭而制訂的計算，僅於7-10天內便草草完成，因此事實上「D」的軌道，打從開始便預定為精確度一般。
然而，「D」過分具野心及繁複的設計，終於因科技水平未能跟上而致使問題陸續浮現，目前在20世紀首次自力發射衛星的國家(不含俄羅斯等蘇聯解體國家)中只有中國與以色列超過150公斤以上，大部分都在100-50kg以下，可見難度之高，想當然爾準備交付予裝配時，組件之間並不配合，1956年底，問題的嚴重性超乎預期，為作補救而必須將發射的日期延誤，之後更因為複雜的科學儀器未能如期完成，以及完成的R-7火箭的比衝量未有設計的當量（304秒而非當初設計的309-310秒），蘇共中央決定將「D」押後到1958年4月發射。亦即之後的史普尼克3號。
由於恐防美國會先於蘇聯發射人造衛星，OKB-1提出第一顆衛星不應遲於1957年7月國際地球觀測年開始前發射，更精確來說應是當年的4或5月，由於時間已所剩無幾，因此設計被大幅簡化：簡單、輕型（僅100公斤）、易於操作並只攜帶一台簡陋的無線電發送器。1957年2月15日，蘇聯部長會議准許了這一簡化方案，並為此計劃立下「PS」代號，以觀測地球軌跡及接受人造衛星訊號為目標。計劃希望於R-7火箭發射成功後一或兩次後，以R-7將計劃中的「PS-1」和「PS-2」發射（即後來的史普尼克1號及2號）
地面觀測的任務，由Yu.A.Mozzhorin上校引領的隊伍負責，他所組織的「指令監測組」，任務包括主要的「NII-4」監察中心以及其餘7個位處衛星經過之處，遍佈全世界的監測站。「PS-1」只計劃為觀測用而非操控，它們都有一條專用的通訊頻道與火箭連絡，並具備雷達，光學儀器以及通訊設備。7個訊號站接收到的數據，都會通過電報傳回「NII-4」中心，以彈道學計算衛星身處的位置。此「指令監測組」則為蘇聯，以至全球太空監測控制中心的雛型。

### 名稱
「史普尼克」在俄語的意思是「衛星」，其本意是「同行者（с-путник）」。

## 细节
- 第一个进入太空的人造物体比“Sputnik 1”早十多年。1944年，纳粹德国在佩内明德火箭发射场垂直发射了一枚V2导弹用于测试亚轨道弹道，（事实上作为研究用的火箭，应该称为A4火箭而不是V2火箭。）该火箭最高飞行到176km高度，而通常人们把100km高度作为进入太空的开始，因此这枚A4火箭已经进入了太空。

- 在上述火箭刷新纪录之前，人造物体所达到的最大高度纪录是由德意志帝國研製的巴黎大炮的炮弹所保持的，这是第一个进入同温层的人造物体，其飞行的最高点大约是48km。

- 爲紀念史普尼克系列任務的偉大成就，美國航太總署於2015年新視野號（New Horizons）飛越冥王星首度探測其地表地貌特徵之後，將冥王星地表上的顯著心型區域命名為史普尼克高原。

## 複製品
其中一台史普尼克1號複製品由法國及俄羅斯年輕人建造以及於1997年11月3日在和平號太空站發射，兩個月後脫離軌道。
2003年，一台史普尼克1號模型未能在eBay成功拍賣。
史普尼克1號模型已送贈給聯合國，目前放在紐約市聯合國總部。
另外一個複製品在史密松森的國家航空暨太空博物館展出。
另外一個複製品在倫敦科學博物館顯示。
美國藝術家迈克尔·华金·格雷於1990年創作的作品《我的史普尼克》（My Sputnik）也是參照該衛星，外型和大小都與真正的史普尼克相仿，現收藏於英國倫敦的 Carroll / Fletcher 藝術館。

## 外部連結
- Sputnik NASA（页面存档备份，存于）（美式英语）
- 人造衛星紀念日Flickr（页面存档备份，存于）（繁體中文）

### 可信記錄
- Recording from Washington DC
- Recording from German Ham Operator
- Recording from Czechoslovakia（页面存档备份，存于）

這個俄語網頁內容包括史普尼克2號內容：
- World's first satellite and the international community's response

### 歷史
此三項文獻為指出對太空船一些嚴重的錯誤：
- by Don Mitchell（页面存档备份，存于）
- by Asif Siddiqi
- by Anatoly Zak（页面存档备份，存于）

其他研究網站：
- Sputnik 1 Diary（页面存档备份，存于）

### 第一手資料
- Soviet documents（页面存档备份，存于）
- Newspaper accounts on radio ham operators（页面存档备份，存于）

### 雜項
- 1958 Video Newsreel of Russian Exhibition of Sputnik 1
- 50th anniversary of the Earth's first artificial satellite launch. RIA Novosti Video（页面存档备份，存于）
- NASA on Sputnik 1（页面存档备份，存于）
- A joint Russian project of Ground microprocessing information systems SRC "PLANETA" and Space Monitoring Information Support laboratory (IKI RAN) dedicated to the 40th anniversary of Sputnik 1（页面存档备份，存于）
- International Sputnik Day
- Top Ten Sputniks[]
- Isachenkov, Vladimir. . Associated Press. 2007-09-30  [2007-09-30].
- Dudney, Robert S. . AIR FORCE MAGAZINE, Journal of the Air Force Assoc. (AFA). October 2007, 90 (10): pp.2–43  [2007-10-02]. ISSN: 0730-6784. （原始内容存档于2007-10-11）.

| 先前 無 | 史普尼克計畫 | 其後 史普尼克2號 |